# Port lotniczy Fergana
Port lotniczy Fergana – międzynarodowy port lotniczy położony w Ferganie, w Uzbekistanie. 

## Linie lotnicze i połączenia[1]
| Linia lotnicza     | Kierunek |
| ------------------ | --- |
| Aerofłot           | 1. Moskwa-Szeremietiewo |
| Qanot Sharq        | 1. Dżudda 2. Moskwa-Wnukowo 3. Taszkent                                                                                                   |
| S7 Airlines        | 1. Irkuck |
| Turkish Airlines   | 1. Stambuł |
| Ural Airlines      | 1. Jekaterynburg 2. Moskwa-Żukowskij |
| UTair              | 1. Moskwa-Wnukowo |
| Uzbekistan Airways | 1. Dubaj 2. Jekaterynburg 3. Kazań 4. Krasnojarsk 5. Moskwa-Wnukowo 6. Nowosybirsk 7. Petersburg 8. Soczi 9. Stambuł 10. Taszkent 11. Ufa |